# Savigny-sur-Aisne
Savigny-sur-Aisne – miejscowość i gmina we Francji, w regionie Grand Est, w departamencie Ardeny.
Według danych na rok 1990 gminę zamieszkiwało 376 osób, a gęstość zaludnienia wynosiła 36 osób/km².